# Mechanized Warfare
Mechanized Warfare è il sesto album in studio del gruppo musicale statunitense Jag Panzer, pubblicato nel 2001.

## Tracce
1. Take to the Sky – 5:28
2. Frozen in Fear – 3:42
3. Unworthy – 6:10
4. The Silent – 5:16
5. The Scarlet Letter – 3:53
6. Choir of Tears – 6:12
7. Cold Is the Blade (And the Heart That Wields It) – 5:55
8. Hidden in My Eyes – 4:26
9. Power Surge – 6:14
10. All Things Renewed – 7:02